# ماراد

خارطة تبين مواقع المدن السومرية القديمة

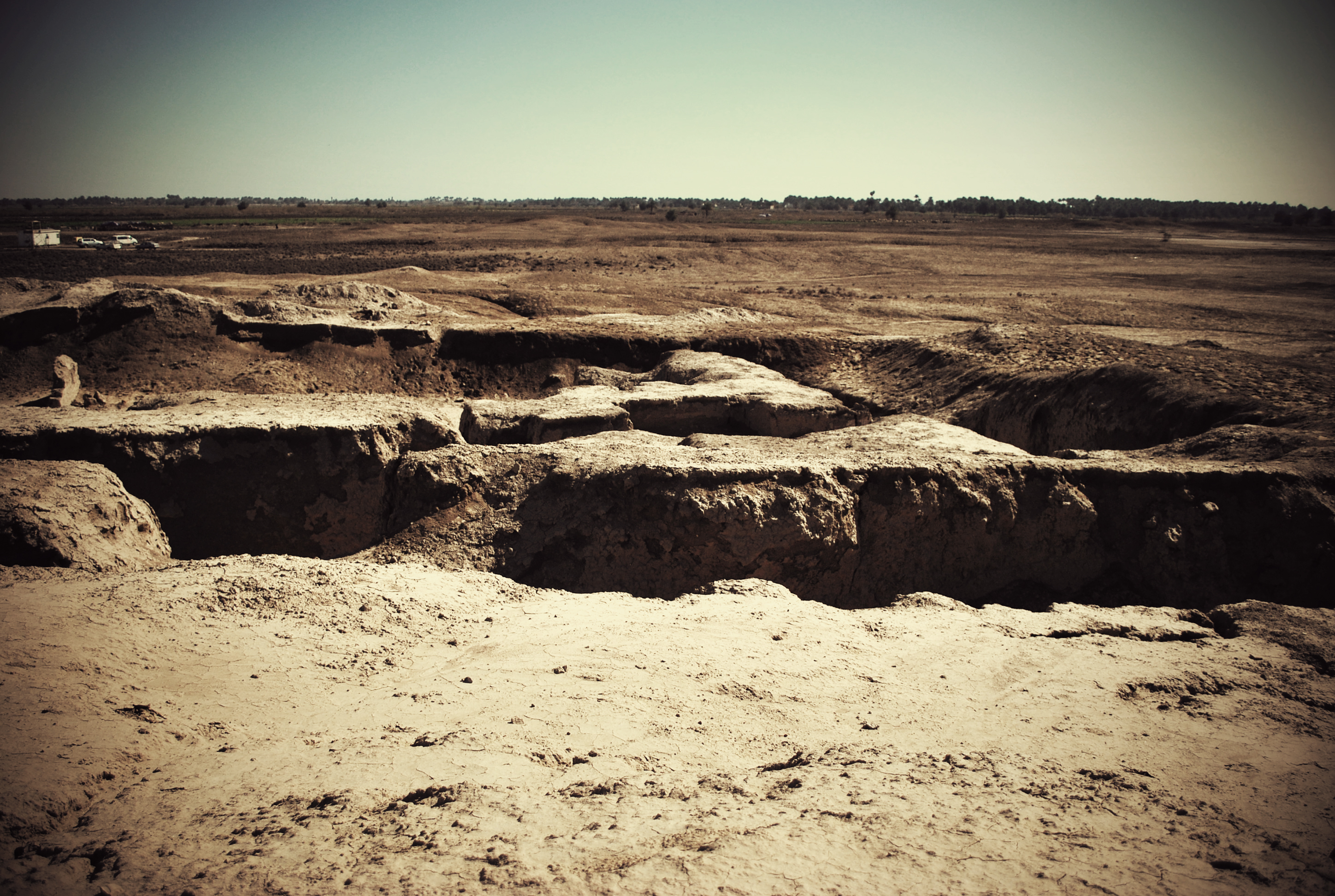
جانب من آثار مدينة مرد

ماراد هي مدينة سومرية قديمة تقع في محافظة بابل في العراق وتسمى حاليا بتل وناط السدوم، وتقع على الجانب الغربي لنهر الفرات غرب مدينة نيبور وتبعد عن كيش 50 كلم جنوبا على نهر اراهتو.
كانت هذه المدينة تحتوي على زقورة أي-اغي-كالاما لعبادة الالهة نينورتا الهة الأرض بنيت هذه المدينة عن طريق الملك الاكدي نرام سين وابنائه وكانت تابعة لحكم الأكديين.

## التاريخ
ماراد بنيت قبل 2700 سنة قبل الميلاد خلال عصر السلالة السومرية الثانية.

## الحفريات
مدينة ماراد كانت تغطي مساحة حوالي 124 هكتار وتم اكتشاف موقع مدينة ماراد لأول مرة بقيادة فريق من جامعة القادسية في عام 1990 والذي كان بقيادة نائل حنون، وكذلك قامت السلطات العراقية بتنقيبات أخرى في عام 2005 و2007 بقيادة عباس الحسيني. تعتبر مدينة طينية كأغلب حضارات وادي الرافدين تمتاز بسمك بنائها وقوة جدرانها التي صمدت آلاف السنين.

## تاريخ اكتشاف المدينة
أمكن تحديد موقع هذه المدينة منذ مطلع العقد الثاني من القرن العشرين. ففي عام 1910م قام أحد تجار الآثار ببيع نص مسماري من نصوص الملك البابلي نبوخذ نصر الثاني (604-562) ق.م وكان هذا النص يتضمن إشارة إلى قيام هذا الملك بتجديد بناية معبد مدينة مَرَد.
تسمى محلياً آثار ونة وصدوم وتقع في محافظة القادسية ناحية السنية، متصلة بتل أبو صلابيخ الموجود في ناحية سومر وتبعد 50 كم عن مدينة كيش الأثرية وتقدر بمساحة 2 كم حسب التنقيبات الاولية للموقع ويمر بها نهر آراختوا وهو أحد فروع نهر الفرات 

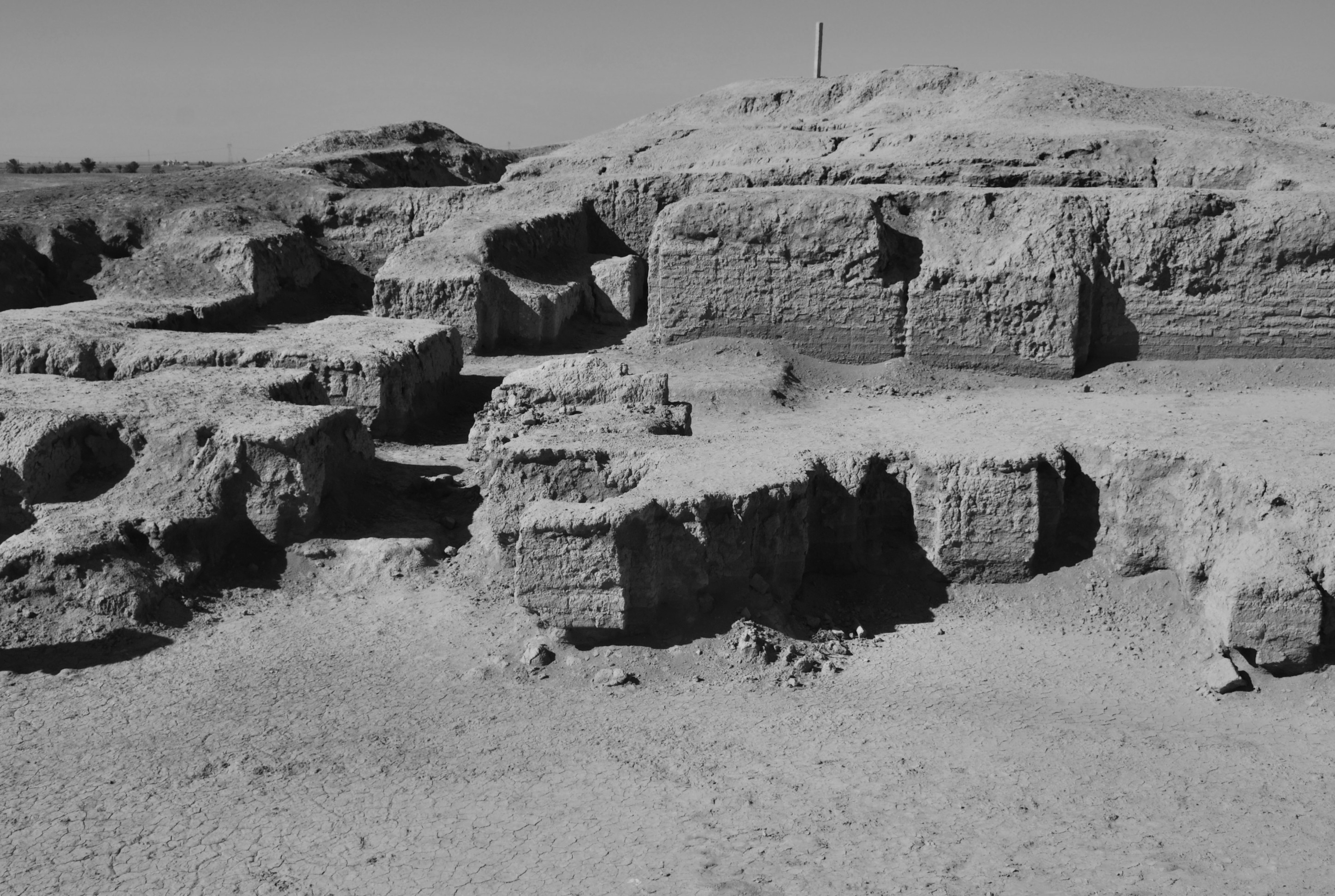
مدينة مرد الأثرية

## التنقيب عن المدينة
وأول تنقيب للمكان كان بعد دخول الاحتلال الأمريكي للعراق حيث قامت القوات البولندية التي تواجدت في محافظة الديوانية بالتعاون مع جامعة القادسية بأول تنقيب للمدينة عام 2005 ثم استمرت بثلاث مواسم تنقيبية لطلبة قسم الأثار في جامعة القادسية، حيث وجدوا فيهِ آثار تعود لحضارات مختلفة كالحضارة الأكدية والساسانية والبابلية القديمة والعصر الإسلامي الأول لذلك تعتبر مدينة مرد شاهداً على العديد من الحضارات ومن أبرز القطع الأثرية التي وجدت فيها هو ختم يعود لملك أكدي بالإضافة إلى فخاريات ونقود